# ضيفد خطي
ضيفد خطي (الاسم العلمي:Dyschoriste linearis) هو نوع من النباتات يتبع جنس الضيفد من الفصيلة الأقنتية.